# Liste von Märchen aus Vorderasien
Diese Liste enthält Märchen und Märchen-Sammlungen aus Vorderasien. Für die Hauptliste, siehe Liste von Märchen.
Die Märchen sind geografisch nach größeren Regionen und Ländern gegliedert. Die Sortierung innerhalb der Länderabschnitte orientiert sich nach Märchensammlern bzw. Autoren sowie nach deren Buchtiteln bzw. Märchen.

## Arabien
Tausendundeine Nacht, in vier Bänden nach Gustav Weil (Erstausgabe 1839); hier die bekanntesten:
- Ali Baba und die 40 Räuber
- Aladin und die Wunderlampe
- Sindbad der Seefahrer

siehe auch: 
Erster Band
- Eingang
- Geschichte des Kaufmanns mit dem Geiste
- Geschichte des ersten Greises mit der Gazelle
- Geschichte des zweiten Greises mit den beiden Hunden
- Geschichte des dritten Greises mit dem Maultiere
- Geschichte des Fischers mit dem Geiste
- Geschichte des griechischen Königs und des Arztes Duban
- Geschichte des persischen Königs mit seinem Falken
- Geschichte des Ehemanns und des Papageien
- Geschichte Mahmuds
- Fortsetzung der Geschichte des Fischers mit dem Geiste
- Geschichte des versteinerten Prinzen
- Geschichte der drei Kalender
- Geschichte des ersten Kalenders
- Geschichte des zweiten Kalenders
- Geschichte des dritten Kalenders
- Geschichte des ersten Mädchens
- Geschichte des zweiten Mädchens
- Geschichte der drei Äpfel
- Geschichte Nuruddins und seines Sohnes und Schemsuddins und seiner Tochter
- Geschichte des Buckligen
- Geschichte des Christen
- Geschichte des Küchen-Aufsehers
- Geschichte des jüdischen Arztes
- Geschichte des Schneiders
- Geschichte des Barbiers
- Geschichte des ersten Bruders des Barbiers
- Geschichte des zweiten Bruders des Barbiers
- Geschichte des dritten Bruders des Barbiers
- Geschichte des vierten Bruders des Barbiers
- Geschichte des fünften Bruders des Barbiers
- Geschichte des sechsten Bruders des Barbiers
- Nuraddin Ibn Bakkar und die Sklavin Schamsannahar
- Die Sklavin Anis al-Dschalis und Nur al-Din Ibn Chakan
- Geschichte des Prinzen Kamr essaman mit Bedur
- Geschichte vom Zauberpferde
- Geschichte Sindbads, des Seefahrers
- Erste Reise Sindbads
- Zweite Reise Sindbads
- Dritte Reise Sindbads
- Vierte Reise Sindbads
- Fünfte Reise Sindbads
- Sechste Reise Sindbads
- Siebente Reise Sindbads
- Erzählung vom Schlafenden und Wachenden

Zweiter Band
- Geschichte des Prinzen Seif Almuluk und der Tochter des Geisterkönigs
- Der arme Fischer und der Beherrscher der Gläubigen
- Geschichte Ghanems und der Geliebten des Beherrschers der Gläubigen
- Geschichte der Tochter des Veziers und des Prinzen Uns Alwudjud
- Geschichte des Abul Hasan
- Geschichte der Hajat Alnufus mit Ardschir
- Geschichte des Hasan aus Baßrah und der Prinzessinnen von den Inseln Wak-Wak
- Die Sklavin Harun Arraschids
- Geschichte der Dichter mit Omar, Sohn des Abd Alafis
- Geschichte der zehn Veziere
- Geschichte des vom Schicksal verfolgten Kaufmanns
- Geschichte des Kaufmanns und seines Sohnes
- Geschichte des Gutsbesitzers Abu Saber
- Geschichte des Prinzen Bahsad
- Geschichte des Königs Dadbin
- Geschichte Bacht Samans
- Geschichte des Königs Bihkerd
- Geschichte Ilan Schahs und Abu Tamams
- Geschichte des Königs Ibrahim und seines Sohnes
- Geschichte des Schahs Suleiman, seiner Söhne und Nichte und ihrer Kinder
- Geschichte des Gefangenen, den Gott befreite
- Geschichte der messingnen Stadt
- Geschichte Niamahs und Nuams
- Geschichte Ala Eddin Abu Schamats
- Geschichte Hatims aus dem Stamme Tai
- Geschichte Maans
- Hischām ibn ʿAbd al-Malik und der junge Beduine
- Geschichte Ibrahims, des Sohnes Mahdis
- Geschichte Schaddads und der Stadt Irem, der pfeilerreichen
- Geschichte des Ishak Al Moßuli
- Geschichte des falschen Kalifen
- Geschichte Harun al-Raschids mit dem Qadi Abu Yusuf
- Geschichte Chalids, des Emirs von Baßrah
- Geschichte des trägen Abu Muhamed
- Geschichte des Barmekiden Djafar
- Geschichte Ali Schirs
- Geschichte Ibn Manßurs und der Frau Bedur
- Geschichte der sechs Mädchen
- Geschichte Djaudars
- Parabeln

Dritter Band
- Geschichte des Prinzen Bedr von Persien und der Prinzessin Giauhare von Samandal
- Geschichte des Prinzen Zeyn Alasnam und des Königs der Geister
- Geschichte Chodadads und seiner Brüder
- Geschichte der Prinzessin von Deryabar
- Geschichte Aladdins und der Wunderlampe
- Die Abenteuer des Kalifen Harun Arraschid
- Geschichte des blinden Baba Abdallah
- Geschichte des Sidi Numan
- Geschichte des Chogia Hasan Alhabbal
- Ali Baba und die vierzig Räuber
- Geschichte des Ali Chodjah, Kaufmanns von Bagdad
- Geschichte des Prinzen Ahmed und der Fee Pari Banu
- Geschichte der zwei neidischen Schwestern
- Wunderbare Geschichte Omar Alnumans und seiner beiden Söhne Scharkan und Dhul Makan
- Geschichte der Vergiftung des Königs Omar durch die alte Dsat Dawahi
- Geschichte der zwei Liebenden

Vierter Band
- Geschichte des Königs Kalad und seines Veziers Schimas
- Geschichte der Katze mit der Maus
- Geschichte des Einsiedlers mit dem Schmalz
- Geschichte des Fisches im Wasserteich
- Geschichte des Raben und der Schlange
- Geschichte des wilden Esels mit dem Fuchs
- Geschichte des Königs und des Wanderers
- Geschichte des Falken und der Raben
- Geschichte des Schlangenbeschwörers und seiner Frau und Kinder
- Geschichte der Spinne mit dem Wind
- Geschichte des Mannes mit dem Fisch
- Geschichte des Jungen mit den Dieben
- Geschichte des Gärtners mit seiner Frau
- Geschichte des Kaufmanns und der Diebe
- Geschichte vom Fuchs, Wolf und Löwen
- Geschichte des Hirten und der Diebe
- Geschichte des Rebhuhns mit den Schildkröten
- Geschichte der unglücklichen Frau mit dem Bettler
- Geschichte des edlen Gebers
- Wunderbare Erfüllung eines Traumes
- Tod eines Liebenden aus dem Stamm Uzra
- Geschichte des Dichters al-Mutalammis
- Sonderbares Gebet eines Pilgers
- Geschichte des Arabers mit den Bohnen
- Der wunderbare Reisesack
- Der freigebige Hund
- Der gewandte Dieb
- Die drei Polizeipräfekten
- Der zweimal bestohlene Geldwechsler
- Der fromme Israelit
- Abu al-Hasan und der Kalif al-Ma'mun
- Al-Mutawakkil und Mahbuba
- Die Frau mit dem Bären
- Das Liebespaar in der Schule
- Der Eseltreiber und der Dieb
- Al-Hakim und der reiche Kaufmann
- Anuschirvan und das vorsichtige Mädchen
- Die tugendhafte Frau
- Das wunderbare Augenheilmittel
- Die Pyramiden
- Der kühne Diebstahl
- Ibn Alpharebi und Masrur
- Der fromme Sohn Harun Arraschids
- Der trauernde Schullehrer
- Der bekehrte König
- Der Todesengel vor zwei Königen und einem Frommen
- Alexander und ein gottesfürchtiger König
- Anuschirvan erforscht den Zustand seines Landes
- Die tugendhafte Frau eines israelitischen Richters
- Die gerettete Frau in Mekka
- Der von Gott geliebte Neger
- Das tugendhafte israelitische Ehepaar
- Der Schmied und das tugendhafte Mädchen
- Der Wolkenmann und der König
- Die bekehrte Christin
- Die himmlische Vergeltung
- Lohn des auf Gott Vertrauenden
- Ikirma und Chuseima
- Geschichte Alis, des Ägypters
- Abukir und Abusir
- Zeitmond und Morgenstern
- Die Abenteuer Alis und Zahers aus Damaskus
- Die Abenteuer des Fischers Djaudar aus Kahirah und sein Zusammentreffen mit dem Abendländer Mahmud und dem Sultan Beibars
- Die listige Dalilah
- Streiche des Ägypters Ali
- Ein Bagdadenser und seine Sklavin
- Das Märchen von Maruf
- Fatima und der Traumdieb

Ältere Sammler
Abu’ l-Faradsch al-Isfahānī: Al-Aghānī.
- Die Bürgschaft
- Der Tod Hārūn ar-Raschīds
- Die Rettung des Hādschiz
- Die Verzauberung des ‘Umāra
- Umaija und die Hexe
- Umaijas Tod
- Mughīras Weineinkauf

Abū Nuʿaim al-Isbahānī: Hiljat al-aulijā’ wa-tabakāt al-asfijā’.
- Wenn dir deine rechte Hand Ärgernis schafft …
- Abū Hamzas Bund mit Gott
- Die Geschichte von der Schlange
- Ein Maklergeschäft mit Gott

Damīrī: Hajāt al-hajawān.
- Der Friedhofsfindling
- Dhu’n-Nūn und der Skorpion
- Die Bekehrung zweier Mönche aus Toledo
- Das Ende der Götzen
- ‘Abd al-Kādir al-Kīlānī und die Geister
- Der Hund als Rächer
- Das rätselhafte Grabgebäude

Dschāhiz: Al-Hajawān.
- Eine bescheidene Dämonin
- Die Nase

(Pseudo-) Dschāhiz: Al-Mahāsin wa’ l-addad.
- Anūscharwān und der Höfling
- Bestrafter Geiz

Ibn ‘Abd Rabbihī: Al-‘Ikd al-farīd.
- Die Macht der Veranlagung
- Die Heirat der Umm Ijās
- Die Araber im Kreise der Völker
- Die Bekehrung Hurmuzāns zum Islam
- Der Treuhänder und der Beduine
- Ungeladene Gäste
- Sawīkīs Schicksalswende
- Der Wesir und der Weber
- Fadl und Fadail
- Kanzelnöte
- Falsche Propheten
- Die Kalifen in närrisch-frommer Sicht
- Die Geschichte von Būrān, wie sie sich wirklich zugetragen hat und wie Būrān Ma’mūns Frau wurde

Ibn al-Dschauzī: Sifat as-safwa.
- Himmlische Ehrenrettung

Ibn as-Sarrādsch: Masāri‘ al-‘uschschāk.
- Das Mittagsgebet
- Sahls Gebetswaschung

Ibn Battūta: Tuhfat an-nuzzār fī gharā’ ib al-amsār wa-‘adschā’ib al-asfār.
- Die Bekehrung der Malediven zum Islam

Ibn Hiddscha al-Hamawī: Thamarāt al-aurāk.
- Sābūrs Kundschaftsfahrt ins Römische Reich
- Der Name Gottes

Ibn Kutaiba: ‘Ujūn al-achbār.
- Die Tochter des ‘Auf ibn ‘Afrā’ und der Dämon

Ibn Zafar: Sulwān al-mutā‘ fi ‘ūdwān al-atbā‘.
- Gleicher Kern in anderer Schale

Ibschīhī: Al-Mustatraf.
- Der König und die Frau des Fīrūz
- Ardaschīrs treuer Wesir
- Die Entdeckung des Basilienkrautes
- Die Uneinigkeit der Muslime
- Vom Wert des Eifers
- Die Himmelskette
- Der Diebstahl des Huhns
- Der Fischer und der Kriegsknecht
- Die Himmelswaage
- Hātim al-Asamm
- Die Rettung auf dem Meere
- Die Befreiung aus dem Kerker
- Der Tod des Heiligen
- Vom Wissen der Heiligen
- Dīnār der Taugenichts
- Die beiden Bettler
- Der Wesir des Mu ‘tasim und der Beduine
- Vom Segen des guten Rates
- Der Dank des ‘Abbās
- Al-Mu ‘tadid und der Schiffer
- Die Weissagung des Bettlers
- Das Abenteuer des ‘Abīd ibn al-Abras
- Der Kampf mit dem Dämonen
- Macht und Ohnmacht der Geister
- Worträtsel
- Die Warnung des Gefangenen
- Torheit

Jāfi‘ī: Muchtasar Raud ar-rajāhīn fī manākib as-sālihīn in Tha‘labī: Al-‘Arā’is.
- Der Traum des Sa‘īd ibn al-Hārith
- Die Wallfahrt des Sarī as-Sakatī
- Wer Gott fürchtet, dem schafft er einen Ausweg
- Der Sklave des ‘Abd al-Wāhid ibn Zaid
- Der Richter und der Christ
- Die Beichte des Mālik ibn Dīnār

Kazwīnī: ‘Adschā’ ib al-machlūkāt wa’ l-haiwānāt wa-gharā’ ib al-maudschūdāt.
- Die Errettung aus dem Strudel
- Die arabische Maus
- Zwischen Löwe und Bär

Makkarī: Nafh at-tīb min ghusn al-Andalus ar-ratīb.
- Die Königstochter von Cadiz
- Bakī ibn Machlad und der Kriegsgefangene

Makrīzī: Al-Mawā‘iz wa’l-i‘tibār bi-dhikr al-chitat wa’l-āthār.
- Scharjāk und der König des Irak
- Die Erbauung der Pyramiden von Giseh
- Der Tempel der Tadūra
- Wie es zur Anbetung des Geiers kam
- ‘Amr ibn al-‘Ās und der Königsball
- Die Talismane der Fische
- Die Heinzelmännchen vom Nil

Mamīrī
- Der Fromme und der Krebs

Masʿūdī
- Bahrāms Herrschaftswende
- Die Grabung des ‘Abd al-‘Azīz
- Die enttäuschte Schlange

Mufaddal ibn Salama: Al-Fāchir.
- Das Vermächtnis des Nizār

Nuwairī: Nihājat al-arab fī funūn al-adab.
- König Sahlūk und die Göttin des Lichtes
- Die Königin Hūrijā und die Wiedererbauung Alexandrias
- Die Brautsuche des Schann

Rāmhurmuzī: ‘Adschā’ib al-Hind.
- Die Fraueninsel

Tanūchī: Al-Faradsch ba‘d asch-schidda.
- Der König und der Wanderer
- In byzantinischer Kriegsgefangenschaft
- Die Macht des Blutes
- Bissen um Bissen
- Das wundertätige Wort
- Der letzte Omaijade
- Der Schatz am Tigrisufer
- Der Todesbote
- Der Affe als Bestecher
- Der geschändete König der Tiere
- Der Dank des Elefanten
- Gelöbnistreue
- Juristenschicksal

Turtūschī: Sirādsch al-mulūk.
- Der Seidenhändler und sein Diener
- Die Treuhänderschaft

Jüngere Sammler
Enno Littmann: Arabische Märchen. Insel-Verlag, Leipzig 1968.
- Die Geschichte vom König Kerak
- Die Geschichte vom König von Bettîr
- Die Geschichte von ʿAlî dem Faulen in der Stadt Damaskus
- Die Geschichte von der Prinzessin von China
- Eine andere Geschichte von der Prinzessin von China (vgl. Die Geschichte von der Prinzessin von China)
- Die Geschichte von König Nadschîb von Jerusalem
- Die Geschichte von Bûz el-Bakara
- Die Geschichte von dem Vogel mit der Feder
- Die Geschichte von Hasan und Husên
- Die Geschichte von dem Baum mit den drei Ästen
- Die Geschichte von den beiden befreundeten Kaufleuten
- Die Geschichte von dem Kaufmann und seinem Sohne ʿAbdu
- Die Geschichte des Kaufmannssohnes Ibrahîm
- Die Geschichte der beiden Brüder
- Die Geschichte von der Herrin Ghuzlân
- Die Geschichte von dem Bilde mit dem goldenen Leuchter
- Die Geschichte von dem Kaufmann von Damaskus
- Die Geschichte von Marjam der Beduinin aus dem Hidschâz
- Die Geschichte von der sprechenden Nachtigall (vgl. De drei Vügelkens)
- Die Geschichte von Fräulein Schneechen
- Die Geschichte von dem goldenen Becher
- Die Geschichte von den vierzig Söhnen der gleichen Mutter und des gleichen Vaters
- Die Geschichte von dem Araberfürsten und seinem Sohne Dijâb
- Die Geschichte von dem Kairiner Strolch und dem Damaszener Strolch
- Die Geschichte von dem einfältigen Fischer
- Die Geschichte von dem Gewande, um das gestritten wurde
- Die Geschichte von den Kürbissen
- Die Geschichte von el-Atlasi
- Die Geschichte von dem Holzhauer ʿAlî
- Die Geschichte von Scheich Bonsîna
- Die Geschichte von dem Herrn, der schwanger wurde
- Die Geschichte von Einzahn und Zweizahn
- Die Geschichte von dem Bade der Vornehmen
- Die Geschichte von dem Holzhauer

Weitere
‘Abbās Mahmūd al-‘Aqqād: Dschuha, der lachende Schelm (Kairo 1956).
- Die vierzig Tage des Fastenmonats Ramadan
- Du bezahlst Allah nicht die fällige Schuld und willst noch leihen
- Der unerläßliche Preis

‘Abdallāh Muhammad Ahmad ‘Awad: Sudanesische Erzählungen (Khartum 1954).
- Die Barmherzigkeit des Herrn der Welten
- Er war in Verlegenheit und erwies ihnen Gastfreundschaft von ihrem eigenen Besitz

Karam al-Bustānī: Libanesische Erzählungen (Beirut 1961).
- Thuraija, die Tochter des Ghuls, und die schwarze Hündin
- Der Zitronenbaum, der wieder frisch wurde und zu neuem Leben erwachte
- Sitt Ward
- Eine böse Reiche und eine tugendhafte Arme
- Die drei Schwestern
- Die reiche Arme
- Der Emir Baschir und der entflohene Mameluke
- Allah gibt ihnen
- Du Berbersklave!

Fā’iz ‘Alī al-Ġūl: Die Welt der Erzählungen (Jerusalem 1965).
- Tamra
- Das Geheimnis des Vogelmagens
- Das unersättliche Auge
- Der Hadsch Mahmud
- Umm Katrina oder die kluge Ehefrau

Murād Kāmil: Sudanesische Erzählungen (Kairo 1963).
- Die Fetirakuchen
- Der unverheiratete König

Henriette Saksak Farrāğ: Paßt auf! Paßt auf! Sammlung libyscher Volkserzählungen (Tripolis 1963).
- Das Mißgeschick eines Esels
- Atija
- Ein Beduine in der Stadt

Ahmad as-Ṣūfī: Volkserzählungen aus Mosul in Folklore-Bibliothek, Bagdad 4 (1962).
- Vom Sandflughuhn, der Gazelle und dem Esel
- Der Zeuge, der beim Stroh schwor
- Das Käferfräulein
- Hadidan und die Damija
- Die Sila, ihr Söhnchen und die beiden Weberinnen
- König Karakusch und der Jäger
- Von den sieben Söhnen und den sieben Töchtern
- Die Frau des Mulla Nasreddin
- Von den sieben geschiedenen Frauen
- Vom Haschischraucher Kaijar und dem Makler Mosche
- Der Wettstreit zwischen den Geizhälsen

Abdallāh at-Taijib
- Luli, ach liebe Luli!
- Rin, ach Rin!
- Erwache, du Schläfer!
- Achdar Azaz im Glas
- Ardib, Sasu, Nimra!
- Fatima as-Samha
- Mein Onkel, der Bruder meines Vaters
- Masud, wirble herum!
- Der Esel des Großmütterchens Chadidscha
- An-Nitu und al-Laïb
- Der Sohn des Sultans

Hans Wehr: Das Buch der wunderbaren Erzählungen und seltsamen Geschichten (Wiesbaden 1956 (Bibliotheca islamica, Band 18))
- Die Geschichte von dem König der beiden Ströme Saihūn und Dschaihūn, seinem Sohn Kaukab und seinen Erlebnissen mit dem Kämmerer Ghasb
- Die Geschichte von den vier Schatzorten und von dem Schrecklichen und Seltsamen, was die Sucher dort erlebten
- Die Geschichte von den vierzig Jungfrauen und von dem, was sie mit dem König erlebten, oder Wie sich Leid in Freude wandelte
- Die Geschichte von der Nixe Dschullanār und von dem, was sie auf dem Meere Wunderbares erlebte, oder Wie sich Leid in Freude wandelte
- Die Geschichte von ‘Arūs al-‘arā’-is, ihren Ränken und dem, was dabei an Wunderbarem geschah auf Meeren und Inseln
- Die Geschichte von Abū Muhammad dem Faulpelz und von dem, was er mit dem Affen sowie auf Meeren und Inseln Wunderbares erlebte, oder Wie sich Leid in Freude wandelte
- Die Geschichte von vom Zauberberg und von dem, was bei ihm an Wunderbarem geschah
- Die Geschichte von al-Mahlīja, al-Mauhūb und der Gazelle Weißfuß sowie dem, was dabei an Wunderbarem und Seltsamen geschah
- Die Geschichte von der verzauberten Gazelle, dem Grund ihrer Verzauberung und wie sie durch den König al-Mauhub erlöst wurde

Weitere Märchen
- Der Trommler und die Schlange
- Nadschd und Fana (Zeitschrift für Volkkunst und Volkskunde I, 1965)
- Die Tochter der Falken (al-Masā, Kairo 1965)
- Gutes tun (gesammelt von Muhammad al-Marzūqī, hrsg. vom Zentrum für Volkskunst in Tunis, 1964–1965)
- Abul Hasan und Sitt al-Husn
- Von einer Säule zur anderen
- Ein zutraulicher Affe ist besser als eine Gazelle, die davonläuft (gesammelt von Muhammad al-Marzūqī, hrsg. vom Zentrum für Volkskunst in Tunis, 1964–1965)
- Gutes währt nicht ewig, Böses währt nicht ewig (gesammelt von Muhammad al-Marzūqī, hrsg. vom Zentrum für Volkskunst in Tunis, 1964–1965)
- Weh dem, der nicht den Rat der Älteren befolgt (gesammelt von Muhammad al-Marzūqī, hrsg. vom Zentrum für Volkskunst in Tunis, 1964–1965)
- Die drei Sprichwörter
- Womit belohnte mich az-Zain Sahib? (gesammelt von Muhammad al-Marzūqī, hrsg. vom Zentrum für Volkskunst in Tunis, 1964–1965)
- Der Hadsch Masud (Muhammad Nūr Saijid Ahmad, Einzelheft, Khartum 1951)

Weitere Bücher
Arabische Märchen. Artia Verlag, Prag 1979, erzählt von Jiří Tomek.
- Von dem Wesir Schamsaddin und seinem Bruder Nuraddin
- Prinz Aschraf und der Dschinnenkönig
- Harun Al-Raschid und Abu Mohammed der Faulpelz
- Der Schuster Ahmed und die drei Diebe
- Von dem dummen Wachhauptmann
- Der weisse und der schwarze Vogel
- Von Mushin, dem Wunderarzt
- Der Prinz mit der Keule
- Vom schlauen Salih
- Der dicke König und der kleine Vogel
- Richte nicht im Zorn
- Der gerechte Richter
- Saifalmuluk und die Dschinnenprinzessin
- Warum das Kaninchen lange Ohren hat
- Die Kuh und der Hund
- Die Geschichte von Abu Kir und Abu Sir
- Die verwunschene Treppe
- Der Wahrsager
- Vom Lohn der guten Tat
- Der Goldschmied
- Wie eine kluge Frau drei Verehrer an der Nase herumführte
- Der Küchenbär
- Wie zwei Schelme zu einem Esel kamen
- Die Geschichte von der klugen Frau Jasmina
- Von dem traurigen Kalifen Harun Al-Raschid und dem fröhlichen Schmied Basim

Märchen der Völker – Orient II. Magnus Verlag, Essen, nacherzählt von Bodo von Petersdorf.
- Die Geschichte von al Aschraf und al Andschab
- Die Geschichte von Muhammed, dem Findelkind
- Die Geschichte von Abu Dîsa und seinen wunderbaren Erlebnissen
- Die Geschichte von Talha, dem Sohn des Richters von Ägypten
- Die Geschichte von Aurûs und ihren arglistigen Taten
- Geschichte der zehn Wesire

### Palästina
Hans Schimdt, Paul Kahle. Volkserzählungen aus Palästina. Göttingen: Vandenhoeck und Ruprecht, 1918.
- Kahlköpfchen und das Wunderpferd

### Syrien
M. H. Ramadan: Volksmärchen aus Zabadani. Damaskus 1977.
- Der Traum des Königs
- Das Märchen von Sommer und Winter
- Fliehe ihr, o Schlummer
- Das Märchen O Scheich Schari
- Sitt Warda und König Pinie
- Seepferd
- Eisenhart und die Ghula
- Märchenmärchen
- Ein erfülltes Schicksal
- Der kluge Prinz
- Der Prinz und der Barbier
- Ein Märchen vom Schicksal
- Gutes und Böses kommen von Allah
- Der Gesang des Kaffees
- Der Fischer und der König
- Filzchen
- Bint Bu Dschamila
- Die Sitt, die nie unter Streichen andrer litt
- Die Tochter des Bohnengarkochs
- Das Schulmeisterlein

N. al-Aswad: Damaszener Volksmärchen. Damaskus 1988.
- Drei Zitronen (vgl. Die drei Zitronen)
- Nuss Nassis der Halbsogroß
- Die Rosine
- Die drei Schwestern (vgl. De drei Vügelkens)
- Der Falke (vgl. Der goldene Vogel)
- Schlitzohr Hasan
- Die Stiefmutter
- Der Baum und das kleine Mädchen
- Der Gute und der Bösewicht
- Das Wohlgefallen
- Der Kiebitz
- Der Mensch und das Leben zwischen Schicksal und Sterben
- Die gute Tat
- Auf sich selbst gestützt
- Der Schnurrbart
- Brot und Salz
- Die glückliche Frau
- Gottesfurcht in den Augen
- Wahre Freunde
- Das Ei
- Rami
- Moses erfährt Gottes Rechtsspruch
- Abdul Kadir al-Gailani
- Ibn Juraih
- Das kluge Mädchen
- Sperling und Heuschrecke
- Hassan und Salma
- Der mutige Holzhauer
- Die alte Frau
- Die Knotenschnur
- Die Stadt des gemachten Glücks
- Die Dummköpfe
- Abu Mohammed
- Die Laus und der Floh

Weitere Sammler
’A. Abu Shanab: Es war einmal. Damaskus 1972.
- Der Sperling und seine Frau
- Der kleine Vogel
- Das Märchen von den sieben geschiedenen Frauen
- Der Namenverkäufer

’A. Q. ’Ayyash: Märchen aus dem Euphrat-Tal, Heimat der Mythen und Legenden. Dair az-Zur 1972.
- Der Brunnen der Liebe
- Der Umm-Hassan-Brunnen
- König Salomo und der Wiedehopf
- Der Wiedehopf bittet Salomo zu Gast

M. Kayyal: Damaszener Märchen. Damaskus 1987.
- Der Fisch, der die Königin verlachte
- Habe Langmut

A. N. Muhabbik: Aus Volksmärchen. Aleppo 1983.
- Hassan der Kaufmann
- Nichtsnutz Nasenfurz
- Ein Freund für das ganze Leben
- Der Arme und der Wesir
- Des Kadis Nase
- Schnupfen ist schlimmer
- Schwerhörige
- Ein Bach von Honig, ein Bach von Fett

M. ad-D. Qurunfula: Die schönsten Geschichten aus Damaskus. Damaskus 1989.
- Der Welten Gang ist Geben und Wiedergeben
- Verstand ist des Menschen schönste Zierde
- Des Menschen Auge füllt nur Staub
- Es Untertanen recht zu tun, kann nur Gott selber tun
- Nicht grün, nicht dürr
- Wenn sich die Vorsehung erfüllt, werden die Augen blind
- Geld lehrt selbst ein Kamel lesen

A. B. Sa’i: Volksmärchen aus Lathakia. Damaskus 1974.
- Hassan und die Tochter des Königs von China
- Der Apfel und der Ifrit
- Fatima und der Hahn
- Hasan und der Rote König
- Die drei Stufen
- Der Lebensapfel
- Der Fischer und der Fisch
- Das Eselchen
- Die Glückseligkeit des Armen
- Eine Handvoll Linsen
- Die eilende Schlange
- Das Ziegenböckchen

S. Salman: In Winternächten. Damaskus 1986.
- Die gelbe Kuh
- Das verräterische Weib
- Der Hahn und die Henne
- Reineke Fuchs und die Pilgerfahrt
- Die drei Ziegenböckchen
- Der Prophet Salomo und der Wind
- Musa bin Umran und der Arme
- Der heilige Habib der Schreiner
- Die vier Derwische
- Umm Ulailush
- Der Fettopf

Weitere Märchen
- Der Fischer und die Prinzessin (Sammler: Dr. Dscha’afar, ’A. al-R. Damaskus)
- Der Schneider des Königs (Sammler: Zihni Qotrash. 1986.)
- Ein Korb roter Pflaumen (Sammler: Dr. Dscha’afar, ’A. al-R. Damaskus)
- Der Königssohn und seine Braut (Sammler: Kamil Ismail 1975)
- Das Märchen vom Mädchen aus dem Unterschenkel (Sammler: Mahmoud Shahin. 1988)
- Sitt Bada und ihre sieben Brüder (Sammler: Mahmoud Shahin. 1988)
- Das Mädchen und die sieben Jäger (Sammler: Uwe Kuhr. 1987)
- Die drei Fischlein (Sammler: Zihni Qotrash. 1986)
- Die wehrhafte Geiß (Sammler: Uwe Kuhr. 1988)
- Der Barbier aus Tradition (Sammler: Zihni Qotrash. 1986)
- Von sieben Hunden gehetzt (Sammler: Kamil Ismail 1975)
- Das Wörtchen war (Sammler: Dr. Dscha’afar, ’A. al-R. Damaskus)
- Abu Katrina (Sammler: Mahmoud Shahin. 1988)
- Der Bauer am Tümpel (Sammler: Kamil Ismail 1975)
- Der König und der kleine Pfiffikus (Sammler: Zihni Qotrash. 1986)
- Der Schwanz des Kätzchens (Sammler: Zihni Qotrash. 1988)
- Ziege Lahmesbein auf der Weide ganz allein (Sammler: Mahmoud Shahin. 1988)
- Die Fliege, die in den Schnee fiel (Sammler: Uwe Kuhr. 1988)

## Aramäa
- Märchen aus Malula (Rafik Schami)

Werner Arnold
Das Neuwestaramäische I–IV. Wiesbaden 1989–1991.
Märchen aus Malula
- Wie das Meerwasser salzig wurde
- Wie der König den schönen Jüngling reich machen wollte
- Der Wunderheiler
- Die sprechende Schlange
- Der Zauberring
- Die Tochter des Schuhmachers
- Der Hühnerdieb
- Wie der kluge Richter den Zauberer überlistete
- Das Vermächtnis des Fischers
- Wie der heiratsunwillige Königssohn schließlich zwei Frauen heiratete
- Die wunderbaren Weizenkörner
- Ein schönes Vermächtnis
- Der König und der Bauer
- Wie der Holzsammler die Königstochter heiratete
- Krunbe
- Wie der Fuchs den Wolf hereinlegte
- Der Fuchs im Schafspelz und die Zucchini
- Tod beim Trinkgelage
- Der Toilettenbesuch
- Die beiden geistesschwachen Ehemänner
- Der Bär im Nußbaum
- Die Frau und der Teufel
- Der Geizige und der Knochen
- Wie der junge Anwalt eine Ehescheidung verhinderte
- Warum der Scheich tanzte
- Der Bischof und der Tote
- Die Urinprobe
- Der Medizinmann
- Die heilige Thekla

Märchen aus Bach’a
- Der Vampir, der König, der Minister und das Mädchen
- Das faule Mädchen und die drei Feen
- Wie aus der bösen Stiefmutter eine Leiter wurde
- Das Hochzeitsversprechen
- Der König und der Beduine
- Das Märchen von dem Mädchen, das dem Königssohn auf die Schulter stieg
- Sora und die beiden Beduinenfürsten
- Wie Fürst Hamad seine geraubte Frau zurückholte
- Obel Schaybon

Märchen aus Dschubbadin
- Die Zaubervögel
- Die Froschkönigin
- Wie die böse Schwiegermutter von den wilden Tieren gefressen wurde
- Die wunderbare Heilung
- Der Pferdeknecht und der König
- Der Unglücksmensch
- Das Sperma der Fledermaus
- Abu Nawwos und der Melonenhändler
- Die Rache des Abu Nawwos
- Der Edelstein im Eselskopf
- Der schwangere Bischof
- Die beiden Angeber
- Die Nacht auf dem Friedhof
- Die Geschichte des Haschischrauchers
- Die Vertreibung des Bettlers
- Die Traumbekanntschaft
- Wie das geschlachtete Kamel um die Kurve bog
- Der Skorpionstich
- Die Religion des Raben

Die Märchen der Weltliteratur – Aramäische Märchen. Eugen Diederichs Verlag, München 1994.
- Das alte Haus

Weitere Märchen
- Der Richter und der Bäcker (‘Ali Ğxēdim)

## Israel
Heda Jason (Hrsg.): Die Märchen der Weltliteratur – Märchen aus Israel. Eugen Diederichs Verlag, Düsseldorf / Köln 1976.
- Wie die Welt erschaffen wurde
- Die Welt wird eingerichtet
- Das Geschenk der Löwin
- Gott und die Götzen
- Israel in Ägypten
- Von der Heiligen Schrift
- Das Land Israel
- Des Königs David Leben und Tod
- Wie König Schelomo den Tempel baute
- König Schelomo, der Weise unter den Menschen
- Wie der Tempel Schelomos zerstört wurde
- Für wen scheint die Sonne und fällt der Regen?
- Israel und Antiochus
- Die Taten Hillels, des Alten
- Der große Aufstand
- Rabbi Aqiva und Rachel
- Der Fall der Stadt Beitar
- Nahum Isch Gam-su
- Die Tränen
- Das Regengebet
- Der Weg in die Diaspora
- Der dumme Neid
- Nicht schläft und nicht schlummert der Hüter Israels
- Gottes Geschenk
- Von dem Ungläubigen, der in den Brunnen fuhr
- Die Dattelkerne
- Wie die Tochter des Rabbi Jehuda Halevi heiratete
- Die von einem Adler Aufgezogene
- Der arme Bruder
- Rabbi Jehuda, der Fromme, von Regensburg
- Der Granatapfel
- Der Fall mit dem Krug
- König Schelomos Badehaus
- Was macht Gott den ganzen Tag?
- Die Glücksfurchen
- Die Nebenfrau
- Die schöne Braut
- Dad und Dada
- Hast du niemandem Böses angetan, wird auch dir nichts Böses zustoßen
- Die Ziegen, die den Weg kannten
- Die Löcher in der Wand
- Der Kenner der Tiere, Edelsteine und Charaktere
- Der große Held
- Wem gilt der Gruß?
- Warum ist der Tischler froh?
- Die Not der Menschen
- Die Bohnenschalen
- Was ist Angst?
- Das zweite Auge
- Der goldene Pantoffel
- Von noch einem, der die Erlösung bringen wollte
- Das Opfer
- Wohin schaut Gott?
- Wie rupft man eine Ente?
- Die vierzig Brüder
- Die große Schafherde
- Die zwei Teiche
- Die Geschichte vom Hahn
- Der Paradiesapfel
- Die Gewalt des Allmächtigen
- Die Geschenke des Raben-Pascha
- Wenn man seines Vaters Beruf ergreift
- Die Fischerstochter
- Das Vögelchen und die zerrissene Trommel
- Wie kommt man geraden Wegs ins Paradies?
- Wie es geschah, daß der Emir ein Dieb wurde
- Die andere Schläfenlocke
- Die zukünftige Welt
- Natan´el, der Messias der Falascha
- Das Grab des Heiligen
- Der Verkünder aus Jemen
- Die Ratschläge Rabbi Meirs, des Wundertäters
- Drei Haare aus dem Bart Elijahus, des Propheten
- Der große Sieg
- Wie Klein-Grille heiratete
- Lieber Gott, schick mir etwas, worauf ich reiten kann
- Ein Palast für Lügen

Claus Stephani (Samm., Übers. und Hrsg.): Die Märchen der Weltliteratur – Ostjüdische Märchen. Eugen Diederichs Verlag, München 1998.
- Der Hirte Hersch
- Wie ein armer Fischer sehr reich wurde
- Schmil – gebojrn in a Hajbl
- Jossele und die Waldweibl
- Von der Frau, die ihren Mann treu blieb
- Der Hamal und der Heiduck
- Der faule Lügner und der spitzige Lügner
- Der Ganef und der Esel
- Der Bäcker und die Hexen
- Vom Juden und vom Bettler
- Der Kupetz und der Bauer
- Vom Mann mit der habgierigen Frau
- Der Schuster und der König
- Ter Mond wed tich ausßågn
- Der Sohn vom Schneider und die Tochter vom Bojaren
- Vom prostiken Mendele
- Die drei Brüder und das Glück im Leben
- Berl und Kutzulika
- Vom Mojsele und vom Kezele
- Das Gespräch des Händlers mit dem Fremden
- Die Federschleißerin
- Die Schwalbe und der Goldtaler
- Der Apfelbaum
- Ruben und der Fisch
- Katze und Hund
- Der schemewdike Bär
- Jossele und der Dibbuk
- Das Fiedele
- Der Jud und die beiden Bauern oder Der Sturz ins Glück
- Die Mikwa
- Eine Frage an Gott
- Mensch und Berg
- Die Jungfrau und der Heiduck
- Ein Armer verteilt Geschenke
- Wie eine schwatzhafte Frau schweigsam wurde
- Vom Mann, der nicht wußte, daß er alt wird
- Vom Gewand der Frau
- In der Not erkennt man nicht nur den Freund
- Mojsches Urteil
- Suppe und Salz
- Die Worte der häßlichen Frau
- Drohung und Strafe
- Der große und der kleine Fisch
- Der Weise und die vier Brüder
- Vom König, vom Heiducken und vom Juden
- Vom armen Mann mit dem kranken Kind
- Der Handel mit der Sünde
- Die beiden Weinhändler
- Vom Juden, der die Sprache der Tiere verstand
- Jascha, der Luftmensch
- Die beiden Lügner
- Die Lakramjore
- Vom Jingatsch, der früh sterben mußte
- Das Pitickele

Weitere Märchen
- Der Rabbi und der Engel (Žytje i Slovo. Vistnyk literatury, istorii i fol’kloru. Vydaje Ol’ha Franko. Lwiw 1895.)[6]

Weitere Bücher
Jüdische Märchen. Artia Verlag, Prag 1985, Text von Leo Pavlát.
Erstes Licht (Von der Erschaffung der Welt und den Urvätern Abraham und Moses)
- Der jüdische Kalender
- Vom Engel Schemchasaj
- Abraham erkennt den Allmächtigen
- Eliezer in Sodom
- Die Rettung des Mose
- Moses’ Stab
- Die stärksten Waffen
- Warum der Rabe hüpft

Zweites Licht (Von den Königen David und Salomon)
- Das geliehene Ei
- Davids Tod
- Die Rätsel der Königin von Saba
- Die neugierige Frau
- Die drei Brote
- Der Tempel der Bruderliebe
- Salomon und Aschmodaj
- Der Fuchs als Anwalt
- Der dumme Esel

Drittes Licht (Vom Propheten Elias)
- Elias, der Gerechte
- Wanderungen mit Elias
- Das Geschenk des Propheten
- Was Gott tut, das ist wohlgetan
- Der undankbare Hirsch
- Kopf und Schwanz

Viertes Licht (Von den Herrschern und Weisen, die einst im Heiligen Land lebten)
- Alexander und die jüdischen Weisen
- Der geduldige Hillel
- Rabbi Chanina ben Dossa
- Der Rabbi und der Traumdeuter
- Simeon ben Jochai, der Wundertäter
- Wie dem Todesengel das Schwert entrissen wurde
- Choni, der Kreiszeichner
- Der Fuchs und die Fische
- Der Fuchs im Weinberg

Fünftes Licht (Von den sephardischen Juden im Orient und in Südeuropa)
- Der kluge Sohn
- Ein Jerusalemer in Athen
- Die Leuchtkäfer von der Feigenquelle
- Der Wundersamen
- Der kluge Maimonides
- Traum und Wirklichkeit
- Der Rat des Vaters
- Des Teufels böses Weib
- Samar, der Sängerberg
- Das Lösegeld des Abraham ibn Esra
- Ein Festmahl beim Löwen
- Vergebliche Rache

Sechstes Licht (Von den Aschkenasim in Mittel- und Osteuropa)
- Der betrogene Betrüger
- Ein Traum geht in Erfüllung
- Der kleine Richter
- Ein Festmahl bei Rabbi Löw
- Wie Rabbi Löw den Golem schuf
- Golem, der gehorsame Knecht
- Pinkas und der Graf
- Hütet euch vor dem Wolf
- Der Streit der Bäume

Siebentes Licht (Von den Chassidim – Besondere Juden unter allen anderen)
- Das Chanukkalicht
- Der Bock mit den Menschenaugen
- Wie Feiwel auszog, um sich selbst zu suchen
- Der Zaddik von Lisensk
- Das Suppenhuhn
- Die Bäume und das Eisen
- Gold und Eisen

Achtes Licht (Chelm, das jüdische Schilda)
- Wie man in Chelm baute
- Vom neugierigen Gejzel
- Die Ziege des Lehrers
- Wie man in Chelm Geschäfte machte
- Wie der Fuchs den Leviathan überlistete

Neuntes Licht (Der Schammes – das Bedienungslicht)
- Vom Ende der Welt

## Jemen
Werner Daum (Samm., Übers. und Hrsg.): Die Märchen der Weltliteratur – Märchen aus dem Jemen – Mythen und Märchen aus dem Reich von Saba. Eugen Diederichs Verlag, Köln 1983.
- Vater, o Vater, wieviel mußt du pissen, Hast die Wadis schon gefüllt und alles flache Land
- O Schläfer in der Nacht
- Der Strauß des Sultans
- Die Wildstreune
- Der Garguf
- Al Miqdādi bin ich, der Schwarze, vom Stamme der Kinda
- Die beiden Leoparden Kolbi und Fuadi und das Pferd Geierschnapper
- Eselsfell
- Die Dunkelheit
- Wie der schlaue Jude die Ehre des Qabīli rettete
- Die Tochter des Königs der Dschinn des Ostens und der Sohn des Königs der Dschinn des Westens
- Am Morgen haben wir Koran gelesen, doch am Abend liest sich alles anders
- Die vierzehn Königstöchter
- Das Schloß des Sklaven
- Zermahlt ihm seine Knochen, zu feinstem Mehl von Knochen!
- Du da an der Tür – weg von meinem Tor!
- Die Regenschöne auf der goldenen Wanderschaft
- Wāhā-Māhā – Der volle Brunnen
- Der Holzsammler und seine Hühnchentochter
- Das Mädchen gehört dem Faqīh
- Wie zwei Prinzessinnen sich den Holzsammler Qusāmī zum Manne einfingen
- Die Braut mit der Dschanbīya
- Bin der Hüpfer, töte Tausend jeden Tag!
- Wie der Adener Stadtheilige Al ‘Aīdrūs ein Wunder wirkte

## Kaukasus
D. M. Ataev: Avarskie narodnye skazki. Moskau 1972.
- Wie der Arme Allah suchte (awarisch)
- Wie der Fuchs den Mond erblickte (awarisch)

S. Britaev und G. Kaloev: Osetinskie narodnye skazki. Moskau 1959.
- Der Alte und sein Sohn (ossetisch)
- Die Ziegen des Kobli (ossetisch)

Chalil Chalilov: Skazki narodov Dagestana. Moskau 1965.
- Das Meermädchen (lesgisch)
- Bruder und Schwester (awarisch)
- Der Khan und der Schneider (dargisch)
- Der gierige Kadi (lesgisch)

U. B. Dalgat und M. S. Saidov: Avarskie skazki. Moskau 1965.
- Nun mal los, Knüppel! (awarisch)

Adolf Dirr: Kaukasische Märchen. Jena 1920.
- Sartanki (lakisch)
- Arsuman (udisch)

Gubadi Dzagurti: Osetinskie narodnye skazki. Sobral G. A. Dzagurov. Moskau 1973.
- Matara, der Sohn des Dauuaj (ossetisch-digorisch)
- Das eigensinnige krumme Mädchen Kaskatina (ossetisch-digorisch)
- Sochiti Loch und Kogolkin Pach (ossetisch-digorisch)

W. Miller und R. von Stackelberg: Fünf ossetische Erzählungen in digorischem Dialekt. St-Pétersbourg 1891.
- Der Mond (ossetisch-digorisch)

Wilhelm Pröhle: Balkarische Studien. Budapest 1916.
- Des Königs verlorener Sohn (balkarisch)
- Die neun Söhne einer Frau (balkarisch)

K. S. Šakryla und Š. Ch. Salakaja: Abchazskie narodnye skazki. Perevod s abchazskogo. Moskau 1975.
- Das Märchen vom Bauern Mata (abchasisch)
- Wem soll sie gehören? (abchasisch)
- Die drei Tauben (abchasisch)
- Der lange Ochse (abchasisch)
- Babanykja und Babasykja (abchasisch)

Anton Schiefner: Awarische Texte. St. Pétersbourg 1873.
- Die Kart und Tschilbik (awarisch)

G. P. Serdjučenko: Abazinskie skazki. Moskau, Leningrad 1949.
- Der Bei und der Knecht (abasisch)

Weitere Märchen
- Der Fürst und der Teufel (abchasisch)
- Wie Fušt-beig sich bei der Hexe ein Fohlen verdiente und wie er seine Frau von dem Garbaš fortführte (wainachisch-ingušisch; Čečeno-ingušskij fol’klor. Moskau 1940)
- Balaj und Boti (wainachisch-ingušisch; Čečeno-ingušskij fol’klor. Moskau 1940)
- Das Märchen von dem Hirten (ossetisch-ironisch; Manuskript von G. Dzagurti)
- Was für Helden auf der Welt lebten (wainachisch; Russische Revue 20, 1882)
- Das Märchen vom Schädel (adygeisch-temirgoisch; V. V. Vasil’kov, 1905)
- Mit einem Handwerk kann dir nichts geschehen (kabardisch; P. Tambiev, 1900)
- Kulacu (kabardisch; P. Tambiev, 1900)
- Das Märchen vom armen Mann (wainachisch; I. M. Popov, 1870)
- Drei Lehrsätze (kabardisch; P. Tambiev, 1900)
- Laubsängerin, Saatkrähe und Fuchs (ossetisch; Manuskript von G. Dzagurti)
- Der Fuchs und der Kranich (wainachisch-ingušisch; E. Baranov)
- Der Wolf und der Schafbock (wainachisch-ingušisch; E. Baranov)
- Wie der Fuchs Richter war (dagestanisch; Skazki narodov Severnogo Kavkaza, Rostov 1959)
- Wie der Esel zum Scheich gemacht wurde (wainachisch-tschetschenisch; Čečeno-ingušskij fol’klor. Moskau 1940)
- Die listige Witwe (adygeisch-šapsugisch; A. Kajtmazov)
- Der Feigling (balkarisch; E. Baranov)
- Mullah Nasreddin und der Kadi (dargisch; M. Amirov)
- Auge um Auge (lakisch; A. Omarov)
- Ein Dieb ist kunstreicher als der andere (kabardisch; L. G. Lopatinskij)
- Der Faule (wainachisch; D. D. Dmitriev)
- Der Mann und die Frau  (ossetisch; D. Šanaev)

### Armenien
Orbeli (Hrsg.): Armenische Volksmärchen. Akademie der Wissenschaften, Erevan 1958ff.
- Armen und Sarmen
- Vom Derwisch und von den Mädchen
- Der Sohn der Löwin
- König Alam

Susie Hoogasian-Villa
- Nourie Hadig (vgl. Schneewittchen)[9]

Weitere Märchen
- Die Froschjungfrau (Eminskij ėtnografičeskij sbornik II, Moskau 1901 sqq.)
- Der Goldkopffisch (Srvandzian, Chamov Chotov Nr. 24)
- Der Zimmermannssohn (J. Lalajan, Margaritner II)
- Der Rotfisch (Museum Arm. Geschichte Ms. Fasc. 47, N8; vgl. Peruonto)
- Der Riemenmensch (Eminskij ėtnografičeskij sbornik II, Moskau 1901 sqq.)

Folklorearchiv des Instituts für Archäologie und Ethnographie der Akademie der Wissenschaften der SSR Armenien.
- Der Priestersohn – ein Bär
- Die Janitscharenmaid
- Herr Amir
- General Žuškin
- Die Stieftochter
- Der Sohn des Jägers
- Die grausame Mutter
- Die drei weisen Brüder
- Die Tochter des hinterindischen Chinesenkaisers
- Mond und Sonne
- Die Geschichte vom Sohn des Schah Abbas
- Der weise Junge
- Der Wollkämmer als König
- Was geschrieben steht – gilt
- Miso, der Sattler
- Der Kaufmann

Weitere Bücher
Kaukasische Märchen – Grusinien, Armenien, Aserbaidschan. Artia Verlag, Prag 1978, erzählt von Zuzana Nováková.
- Vom Hahn und dem König
- Die Rose des Königs Avetis
- Der Sohn des Rehs
- Der Arme und der Reiche
- Der Prinz und der Zauberer
- Die Granatäpfel
- Vom Schaffell
- Die Welt unter dem Nussbaum

### Aserbaidschan
Kaukasische Märchen – Grusinien, Armenien, Aserbaidschan. Artia Verlag, Prag 1978, erzählt von Zuzana Nováková.
- Achmed und die Meerjungfrau
- Von der Prinzessin und dem Goldschmiedelehrling
- Jasamen und Schamil
- Die Tochter des Schahs Anuschirwan

### Georgien
A. Ylonṭi: Kartuli zyaṗrebi. Tbilisi 1974.
- Die drei Brüder (Sami zmisa)[10]
- Der jüngste Sohn und der Wolf (Umcrosi važi da mgeli)[10]
- Der greise Gast (Moxuci sṭumari)[10]
- Die Paradiesblume (Edemis q̇vavili)[10]
- Der Lügner und der Aufrichtige (Cru da martali)[10]
- Das launische Mädchen (Zniani kali)[10]
- Das Schicksal und das Glück (Bedi da iybali)[10]
- Der Tschongurispieler (Mečongure)[11]
- Tagsüber tot (Dyisit mḳvdari)[11]
- Drei Schwestern (Sami da)[11]
- Anana (Anana)[11]
- Wie das Mädchen zum Mann wurde (Važad kceuli kali)[11]
- Der Bär, der Fuchs und der Wolf (Datvi, melia da mgeli)[11]
- Das Halbhuhn (Naxevarkatmis ambavi)[11]
- Der Floh und die Ameise (Rc̣q̣ili da c̣̆ianc̣̆vela)[11]
- Die Freundschaft der Tiere (Nadirta zmoba)[11]
- Der Löwe und der Fuchs (Lomi da melia)[11]
- Der Wolf, die Ziege und das Pferd (Mgeli, txa da cxeni)[11]
- Taria (Ṭarias zyap̣ari)[11]
- Msekala und Msewarda (Mzekala da mzevarda)[11]
- Chutkuntschula (Xutḳunc̣̆ula)[11]
- Nazarkekia (Nacarkekia)[11]
- Was die Erde fordert (Mic̣a tavisas moitxovs)[11]
- Der Faulpelz (Zarmaci)[11]
- Falsche Tränen (Ṭq̣uili ṭirili)[11]
- Die Braut (P̣aṭarzali)[11]
- Die Eule und der Mann (Bu da ḳaci)[11]
- Sonne und Regen (Mze da c̣vima)[11]
- Drei Taube (Sami q̣ru)[11]
- Die Schlange und der Mann (Gveli da ḳaci)[11]
- Der König und der Diener (Mepe da msaxuri)[11]
- Der geizige Kaufmann (Zunc̣i vac̣̆ari)[11]
- Die Pappel aus der Schlangenhaut (Gvelis ṭq̣avze amosuli alvis xe)[11]
- Pisasos Märchen (Pisasos zyap̣ari)[11]
- Irmisa (Irmisa)[11]
- Die Boshmi-Blume (Božmis q̣vavili)[11]
- Der Herrscher und seine neun Söhne (Xelmc̣ipisa da misi cxra važis araḳi)[11]
- Die Tochter der Sonne (Mzis kali)[11]
- Das zwölfköpfige Ungeheuer (Tormeṭtaviani devi)[11]
- Das Wunderliche (Zyap̣ari saḳvirvelisa)[11]
- Ilankugha (Ilanḳuya)[11]
- Das Zauberhemd (Sasc̣aulmokmedi p̣erangi)[11]

Weitere Sammler
M. Alavize: Lečxumuri zeṗirsiṭq̇vaoba. Tbilisi 1951.
- Arawina (Aravina)
- Amiranis Schwurbruder (Amiranis zmadnapici)

M. Čikovani
Xalxuri siṭq̇viereba. Tbilisi 1956.
- Mgelkaza (Mgelḳaca)[10]
- Der Sohn des Fischers (Mebaduris švili)[10]
- Die Burg der Ungeheuer (Devebis ḳošḳi)[10]
- Das schöne Mädchen und die zwölf Monate (Mzitunaxavi kali da tormeṭi tveni, vgl. Die zwölf Monate)[10]
- Der Kupferwolf (Zyap̣ari sp̣ilenzis mglisa)[11]

Xalxuri sibrzne. Tbilisi 1963.
- Der Schakal und der Fuchs (Ṭura da mela)[10]
- Die drei Söhne des Herrschers (Xelmc̣ipis sami važi)[10]
- Der Zaunkönig und die Grille (C̣̆inc̣̆raka da c̣̆ic̣̆nobela)[10]
- Der Fuchs (Melia)[10]
- Der schwarze Teimuras, der Sonnen-Teimuras und der Mond-Teimuras (Šav-teimurazi, mze-teimurazi da mtvare-teimurazi)[10]
- Aspurzela (Aspurcela)[10]
- Die Räuber (Zyaṗari q̇ačayebisa)[10]
- Das wunderschöne Mädchen (Mzetunaxavi kali)[10]
- Der Jäger und seine Tochter (Monadire da misi asuli)[10]
- Usundara (Uzundaras zyaṗari)[10]
- Das Wasser der Unsterblichkeit (Uḳvdavebis c̣q̇ali)[10]
- Das Schilfmädchen (Lerc̣mis kali)[11]
- Der goldene Mann (Okroḳaca)[11]
- Die Zauberkappe (Učinmačinis kudi)[11]
- Datua (Datua)[11]
- Der blaue Fisch (Lurži tevzi)[11]
- Elf Brüder (Tertmeṭi zma)[11]
- Der lahme Büffel (Ḳoc̣̆li ḳameči)[11]
- Der Bettler und das Tuch (Matxovari da xelsaxoci)[11]

V. Čikovani: Žadosnuri zyaṗrebi. Tbilisi 1991.
- Das wunderbare Mädchen (Zyaṗari saḳvirveli kalisa)
- Tschakutscha (Čakuča)
- Chasana und Chusana (Xasan-Xusana)
- Der Sohn des Schafes (Cxvris švili)
- Der Herrscher mit dem einen Kind (Ertšviliani xelmc̣ipe)
- Das Mädchen in Schlangengestalt (Gveladkceuli mzetunaxavi)

N. I. Dolidze: Gruzinskie narodnye skazki. (Sto skazok). Sbornik sostavlen i pereveden. Tbilisi 1956.
- Paškundži (kachetisch)
- Der goldene Becher
- Die drei Schwestern (kartvelisch; vgl. Drei Schwestern)
- Der Königssohn und der Sohn des Tuschen
- Das Märchen von der Feldjungfrau (kachetisch)
- Der Fuchs und der Königssohn
- Der Jäger (kartvelisch)
- Der Tiger als Beschützer des Katers
- Zwei bartlose Spitzbuben

Nino Dolidze: Volšebnye skazki. Sbornik sostavila i perevela s gruzinskogo Nino Dolidze. Tbilisi 1960.
- Vom blinden Schafzüchter-Dev und vom Schüler des Webers (kartvelisch)
- Hundertblättchen

S. Ketelauri: Iq̇o da ara iq̇o ra, kartuli xalxuri zyaṗrebi. Tbilisi 1977.
- Der Sohn des Herrschers (Xelmc̣ipis švilis tavgadasavali)
- Beinasars Tochter (Beinazaris kali)
- Der jüngste Bruder (Nabolara zma)

T. Raziḳašvili: Kartuli xalxuri zyaṗrebi. 2 Bände, Tbilisi 1952.
- Der Sohn der alten Frau (Dedabris švili)
- Der Herrscher und sein Sohn (Xelmc̣ipis švilisa da xelmc̣ipis ambavi)
- Iwane Ziskari (Zyaṗari ivane cisḳrisa)
- Die Trense des Teufels (Ešmaḳis lagami)
- Der Dieb und der Räuber (Kurdi da tuli)
- Der Kaufmann und der Bauer (P̣uri da xvna-tesva)
- Der Fuchs, der Hahn, das Lamm und der Vogel (Melia, mamali, baṭḳani da čiṭi)
- Die Geschichte von dem armen Mann (Sac̣q̇ali ḳacis ambavi)

K. Sixarulize
Kartuli xalxuri siṭq̇viereba, kresṭomatia. Tbilisi 1970.
- Der kahlköpfige Gänsehüter (Kačal mebaṭe)

Xalxuri zyap̣rebi
- Zikara (Cikara)
- Der Rinderhirt (Menaxire)
- Komble (Ḳomble)
- Für einen Abasi Eier (Erti abazis ḳvercxi)
- Der Sohn des Jägers (Monadiris švili)
- Das Schlangenjunge (Gvelis c̣ic̣ili)

Ž. Sonyulašvili: Xalxuri siṭq̇vierebis masalebi. Tbilisi 1957.
- Wie es kommt, daß die Kornelkirsche nicht hoch wächst (Raṭom aris rom švindi mayali ar izrdeba)

P. Umiḳašvili: Xalxuri siṭq̇viereba. Tbilisi 1964.
- Die Tochter des Himmels (Cis kali)[10]
- Der Sohn des Herrschers und sein Pferd (Xemc̣ipis švili da misi raši)[10]
- Die Tochter des Meeres (Zyvis kali)[10]
- Der Sohn des Herrschers und das schöne Mädchen (Xemc̣ipis švili da mzetunaxavi)[10]
- Der Sohn des Adlers (Arc̣ivis švili)[11]
- Msetschabuki (Mzec̣̆abuḳi)[11]

Weitere Bücher
Rčeuli kartuli xalxuri zyaṗrebi. 2 Bände, Tbilisi 1991–1992.
- Die Quelle des Granatapfelbaums (Broc̣eulis c̣q̇aro)
- Das Märchen von den drei Brüdern (Sami zmis zyaṗari)
- Lali, Iadawardi und Warskwlawa (Lali, iadavardi da varsḳvlava)

Kaukasische Märchen – Grusinien, Armenien, Aserbaidschan. Artia Verlag, Prag 1978, erzählt von Zuzana Nováková.
- Die Zweige des Feigenbaums
- Vom gelehrigen Fuchs
- Vom Glück
- Prinz Gajas
- Vom treuen Pferd Lurdscha
- Der Ring des alten Königs
- Von den Bastionen, die nicht aus Stein
- Vom halbgerupften Hähnchen

## Kurdistan
Roger Lescot: Textes Kurdes. Paris 1940.
- Der Kürbis
- Der Sohn der Alten
- Herzem mit den langen Ohren
- Slémani Zindi
- Beyrim der Pilger

David Neil MacKenzie: Kurdish Dialect Studies. London 1962.
- Schah Ismael und Qamberta
- Mahmud und Simenswar
- Sultan Mahmud und der Schwarze Reiter
- Goldene Ähren
- Scheich Saadi und der Mann ohne Sorgen
- Ahmed Tschelebi und Bahram Féris
- Harun Raschid und die Diebe
- Der Falsche und Gott
- Die Ränke der Frauen

Oskar Mann: Die Mundart der Mukri-Kurden. Berlin 1906–1909.
- Der Fuchs auf Pilgerfahrt

Stig Wikander: Recueil de Textes Kourmandji. Uppsala 1959.
- Die Vögel und Salomo
- Der Esel, der Fuchs und der Storch
- Der Löwe und der Kämpfer

Noureddine Zaza: Contes et poèmes kurdes. Aosta 1974.
- Pîvaz und Sîro
- Gott und die Flinte

Weitere Märchen
- Der Jäger und seine drei Söhne
- Alles um der Liebe willen
- Der kluge Vogel
- Die verführerische Tasse
- Das glückbringende Kabyk
- Zuviel Mühe sollst du nicht an deine Liebe wenden
- Der Engel der Jahreszeiten
- Schicksal eines Mädchens
- Ein Handwerk
- Rothaarig-Grünäugig
- Atami Tajr und Kasavi Džamard
- Sabi-Chanum (vgl. Der kluge Vogel)
- Der Korbverkäufer
- Der einfältige Kurde
- Kurdische Gastfreundschaft
- Die Bauern und die Sonne
- Der Hochnäsige
- Der Emir und der Uhu
- Wieso man Šere Ali keinen Hammel gab
- Die drei Kameraden
- Der Arme und der Vogel
- Die Schildkröte und der Löwe
- Der Fuchs und der Wolf
- Der Löwe und der Fuchs
- Von der Abstammung der Füchse
- Der Fuchs und Mehl-Beg (vgl. Der gestiefelte Kater)

Weitere Bücher
Kurdische Märchen. Insel Verlag, Frankfurt am Main und Leipzig 1993, Ordichane Celil und Celile Celil.
- Scharur Bulbul, der Zaubervogel
- Bengar und der Drache
- Usub und Parisada
- Mirsa Machmut und Dunja Gusal
- Der Schlangensohn
- Fatima und der goldene Schuh
- Afdschi Achmat der Jäger
- Der Sohn des Schneiders
- Warum die Fische lachten
- Der Sohn des Fischers
- Musza-Pechamba will Allah anschauen
- Musza-Pechamba und die Gerechtigkeit Allahs
- Musza-Pechamba erfährt das Alter Allahs
- Musza-Pechamba und das Mädchen
- Musza-Pechamba zeigt, wie man richtig betet
- Wie Musza-Pechamba stirbt
- Die Gerechtigkeit des Mohammed-Pechamba
- Suleman Pechamba und der Wunsch deiner Frau
- Das Leben ist stärker als der Tod
- Schera Ali gerät ins Grübeln
- Die Dauer des menschlichen Lebens
- Mein Traum
- Die Versuchung des Goldes
- Brot und Gold
- Wer ist gütiger?
- Zwei Brüder
- Wir warten auf den Morgen
- Baluli Sana und Harun Al-Raschid
- Der Preis des Palastes
- Baluli Sana als Träger
- Baluli Sana und Mustafas Messer
- Baluli Sana und der Junge im Eisloch
- Baluli Sana und der Kaufmann
- Baluli Sana als Richter
- Ohne Geld bist du nichts wert
- Wie der Mulla von Tutwan
- Weshalb der Wolf vom Menschen abstammt
- Der Grashalm als Zeuge
- Der Pechvogel
- Auch Allah ist geizig
- Verstand habe ich genug
- Der Padischah und seine Söhne
- Der Dieb aus Scham
- Ehre ist teurer als Großmut
- Der Faulpelz von Bagdad
- Verlasse dich auf Vertrautes, hüte dich vor Unbekanntem
- Wenn auch das Salz zu faulen beginnt
- Mit Schulden leben
- Wie rupft man eine Gans?
- Ich liebe dich, wie ich das Salz liebe
- Die sieben bartlosen Brüder
- Der nützliche Holzstock
- Der erfolgreiche Arme
- Der gewitzte Bauer
- Der kluge Junge
- Der Gärtner und der Padischah
- Vergiß den Korb nicht!
- Die rechte Zeit für Tränen
- Wie der Waise erzogen wurde
- Das erzwungene Lob
- Warum die Steuer doppelt bezahlen?
- Wem der Bauer das Wetter vorhersagt
- Die Früchte des jungen Baumes
- Schafe oder Reis?
- Die Erzählung vom fleckigen Hund
- Die Verleumdung
- Ein Zwitschern macht noch keinen Frühling
- Eile nicht
- Wahrheit und Lüge
- Jeder hat sein Maß
- Wen fürchtet der Bär?
- Der Elefant und der Affe
- Der Hase und der Borsaihund
- Die Kränkung des Kamels
- Die faulen Brüder
- Der Aga und das Lamm
- Der erfolglose Vogelfänger
- Die weiße Schlange
- Jeder dankt auf seine Weise
- Der Bär und der Fuchs
- Der schlechte Ruf
- Der Fuchs und der Igel
- Der kurzschwänzige Fuchs im Hochzeitskleid
- Wo der Fuchs den Verstand fand
- Der Fuchs und der Kranich
- Der Fuchs ist kein Löwe
- Der Kater, der Hund, der Hahn und der Esel
- Der pfiffige Hase
- Wie die Hasenscharte entstanden ist
- Der mutige Esel
- Mulla Mardans Wettlauf mit dem Esel
- Mulla Mardans läßt sich das Fleisch bezahlen
- Mulla Mardans und Gott
- Soll der Mulla doch rufen
- Ist es nicht gleich, worüber man lügt?
- Bewahre dich vor der Verleumdung einer Frau
- Chatun, die Listige
- Das Familiengeheimnis
- Beim Barte des Mulla
- Die streitsüchtige Ehefrau
- Die eigensinnige Frau
- Wer nicht arbeitet, soll auch nicht essen
- Wie aus der Tante eine Spinne wurde
- Siehst du nicht, daß das ein Storch ist?
- Nicht beeindruckt
- Verstehst du keinen Spaß?
- Dann hole unsere Axt
- Manchmal muß man auch dem Teufel gehorchen
- Wie Nasreddins Sohn die Schulden seines Vaters begleichen will
- Wenn morgen die Erde untergeht
- Die Schwester der Sonne und der Bruder des Sackes
- Allah ist doch kein Narr
- Wie der Handel so geht
- Für den Handel muß etwas bleiben
- Der Vorwurf des Diebes
- Na so was!
- Der blauäugige, rothaarige Müller
- Zwei Lügner
- Wenn du nicht richtig lügen kannst, dann lasse es besser
- Der feige Alo
- Dala und ihre Geldbörse
- Dem Vergangenen laufe nicht nach
- Warum denn laufen?
- Vom Hufeisen zum Pferd
- Die Liebe zum Pferd
- Die Verschwörung des Knoblauchs mit dem Honig
- Das Ende des Kampfes

## Libanon
Karam Bustānī: Ḥikāyāt lubnānīya. Beirut 1966.
- Die reiche Arme
- Die kluge Verlobte
- Die drei Orangen
- Ward und starker Pfeffer
- Schaman und Dschauhara
- Badur
- Der kluge Hassan
- Der erblühende Zitronenbaum
- Der Emir als Holzhauer
- Die drei Schwestern
- Die Prinzessin von Beirut
- Soraya, die Tochter des Ghul, und die schwarze Hündin
- Was vorgesehen ist, geschieht
- Keine Furcht vor dem Schicksal
- Der König Yussuf und seine Tochter Ghalia
- Allah gibt
- Eine böse Reiche und eine tugendhafte Arme
- Die Bestrafung des Unrechts und die Belohnung der Tugend
- Die Messe des Priesters Yussuf
- Der glückliche Einfältige
- Der einfältige Faris

Weitere Sammler
Michel Feghali
Textes Libanais en Arabe Oriental. Paris 1933.
- Das Wunder

Proverbes et Dictons Syro-Libanais. Paris 1938.
- Der Flötenspieler und die Schlange
- Verkaufe mich nicht billig
- Verkannte Weisheit

Michel Jiha: Der arabische Dialekt von Bišmizzīn. Volkstümliche Texte aus einem libanesischen Dorf. Beirut 1964.
- Der Kellner und die Königstochter
- Der Emir aus dem Westen und der Emir aus dem Osten
- Ein Mann und eine Frau
- Der Traum des Königs

Michail Ṣawāyā: Ḥikāyāt. Jounieh o. J.
- Die Königin des Purpurs
- Natalis, die Tochter des Priesters der Astarte

Weitere Märchen
- Die Geschichte von dem Krug mit Gold
- Spatz und Heuschrecke

## Persien
Arthur Christensen: Contes persans en langue populaire. Kopenhagen 1918.
- Der Bauer und die drei Schelme
- Die kostbaren Vögel
- Der Diener mit den zehn Schafen
- Das Testament des Hundes
- Der Taube
- Der Arzt und sein Sohn
- Das sichere Pfand
- Die drei Schulmeister
- Schildbürgergeschichten von den Leuten aus Kazvin und Mazenderan

H. Massé: Contes en persan populaire. Paris 1925.
- Die gekochten Eier

Munschîzâdeh
- Grünkappe (vgl. Amor und Psyche)
- Der Vogel Blumentriller
- Muhammäd, der Hirt, und die Pärî-Prinzessin
- Goldapfelsins Tochter (vgl. Die drei Zitronen)
- Das schwarze Füllen
- Die Geschichte von ’Alî Muhammäds Mutter
- Stirnmöndlein
- Der Meisterschütze Muhammäd
- Der Holzhauer und seine Töchter
- Das Märchen von Sänämâ

Douglas Craven Phillott: Some Current Persian Tales. Calcutta 1906.
- Die drei Kameraden
- Wer zuerst spricht

Weitere Märchen
- Der kahle Kuhhirt (Kûhî: Tschähârdäh äfsâneh. Teheran 1314.)
- Der falsche Ober-Rammâl (Kûhî: Tschähârdäh äfsâneh. Teheran 1314.)
- Sa ’d und Sa’îd (Tschihil tûtî. Ausgabe Teheran 1330.)
- Die getrennten Geliebten (Dschäwâhir-ul-’uqûl. Teheran 1301. vgl. Der Wollkämmer als König)
- Das Geheimnis des Bades Bâdgerd (Qisseje Hâtim Tâî. Bombay 1305.)
- Der Mann, der vertauscht wurde (Riyâz-ul-hikâjât. Teheran 1317.)
- Die Toren (Hikâjât-i-lätîf. Bombay 1898)
- Die Gazelle und die Maus (Rouzät-ul’uqûl)
- Der Kamelreiter und die Schlange (Husain Wâ’iz al-Kâschifî. Anvâr-i-Suhailî. Teheran 1329.)
- Das alte Weib und seine Töchter (Husain Wâ’iz al-Kâschifî. Anvâr-i-Suhailî. Teheran 1329.)
- Das Land des Glücks (’Inâjätu’llâh Kanbû, Bähâr-i-dânisch. Lucknow 1896.)
- Der Hund mit dem Rubinhalsband (Tschähâr Därwisch. Ausgabe Lahore o. J.)

Weitere Bücher
Persische Märchen. Verlag Werner Dausien, Hanau 1972, erzählt von Jaroslav Tichý.
- Der Leuchter der zwölf Derwische
- Die Wette der drei Gauner
- Die Kürbisfrucht
- Ali und der Hexenmeister
- Der kluge Schah
- Gobad und seine dumme Frau
- Wie der Schah und der Schmied einander zu überlisten suchten
- Der Wahrsager
- Bishan und Manisha
- Vom Kaufmann Achmed und dem heimtückischen Schatzmeister
- Die persische Katze
- Die Kleider der Unsterblichen
- Der Drachenschah
- Der Sohn des Jägers
- Der Diebesbrunnen
- Die Raupe
- Die Geschichte von den Pantoffeln
- Der Kaufmann und sein Sohn
- Wer ist stark

## Kunstmärchen aus Persien
Nezāmi
- Die sieben Geschichten der sieben Prinzessinnen[15]

## Türkei
Ignác Kúnos: Türkische Volksmärchen aus Stambul, E. J, Brill, Leiden 1905.
- Die Schöpfung
- Brüderchen und Schwesterchen
- Die Furcht
- Die drei Orangen-Peris (vgl. Die drei Zitronen)
- Die Rosen-Schöne
- Mehmed, der Kahlköpfige
- Die schweigende Sultanstochter
- Kara Mustafa, der Held
- Die goldhaarigen Kinder
- Der Zauberer-Derwisch
- Der Fisch-Peri
- Der Ross-Dew und die Hexe (vgl. Amor und Psyche)
- Der Aschenbrödel-Sohn
- Die Leber
- Zauberturban, Zauberknute, Zauberteppich
- Der Pferdesohn
- Der Windteufel
- Der lachende und der weinende Apfel
- Die Krähen-Peri
- Der Holzhacker
- Das Pfingstrosen-Mädchen
- Die vierzig Prinzen und der siebenköpfige Drache
- Kamer-taj, das Mondross
- Der Kummervogel
- Der verzauberte Granatenzweig und die Weltschöne
- Die Zaubernadel
- Das Zauberschloss
- Geduldstein, Geduldmesser
- Der Drachenprinz und die Stiefmutter
- Der arme und der reiche Bruder
- Der Zauberspiegel
- Das Brunnen-Gespenst
- Der Wahrsager
- Die Tochter des Padischah von Kandehar
- Schah Meram und Sade Sultan
- Der Zauberer und sein Lehrling
- Der Padischah der dreißig Peri
- Der Betrüger und der Dieb
- Der Schlangenperi und der Zauberspiegel
- Hyazinthen-Blümleins Kiosk
- Prinz Achmed
- Der Schlangen-Prinz
- Die Wahrsagerin
- Die beiden Geschwister
- Schah Jussuf
- Der schwarze und der rote Drache
- Madschun
- Die verjagte Sultanstochter
- Das schöne Helwa-Mädchen
- Die Sterndeutung
- Kunterbunt

Yusuf Ziya Demircioğlu: Geschichten und Märchen bei Nomaden und Bauern. Istanbul 1934.
- Die Katze und der Löwe
- Die Katze und der Tiger
- Die Katze im Palast
- Der Fuchs, der Krebs und die Schildkröte
- Fuchs und Bär
- Der Fuchs und das Schwein
- Die Schlange und der Wanderer
- Selbstmord der Hasen
- Talisman der Tiersprache
- Ungesühnte Rache
- Die Elster als Botin
- Die Schnecke
- Der Schakal und die Amsel
- Die Windesbraut
- Die goldene Schale
- Das Märchen vom Dev
- Keloglan und der schwarze Knüppel

Naki Tezel
Istanbuler Märchen. Istanbul 1938.
- Der Hirsch
- Die Niere
- Die drei Zitronenmädchen (vgl. Die drei Zitronen)
- Die drei Brüder
- Die vierzig Räuber
- Die belebte Puppe
- Die goldene Ziege
- Der Held aus Teig
- Der Pferdemann
- Edik und Bidik
- Das kluge Bauernmädchen
- Der Däumling
- Der Kiepenträger
- Das Fellmädchen
- Der unglückliche Holzfäller
- Das Zauberrohr
- Der Padischah des Goldenen Berges
- Der geizige Mann

Der Glücksvogel. Ankara 1962.
- Der Glücksvogel
- Die verwundete Prinzessin
- Ali, Veli und Deli
- Der Zwerg Veli

A. Caferoğlu: Dialektstudien. Istanbul 1942–1943.
- Alles kommt aus Tageslicht
- Esel, Schaf und Hund
- Der Traum des Jungen
- Die sieben Devs
- Der Geizige und der Freigebige
- Das Basilikummädchen
- Mahmud, Mabud
- Köse
- Der Traum

Oğuz Tansel
- Die sechs Brüder – Altı Kardeşler
- Die sieben Riesen – Yedi Devler
- Die drei Mädchen – Üç Kızlar
- Die blaue Braut – Mavi Gelin
- Der Schwindler und Falbel – Al’lı ile Fırfırı
- Der sprechende Fisch und das einsame Mädchen – Konuşan Balıkla Yalnız Kız
- Der Hirt und die Fürstentochter – Çobanla Bey Kızı[19]

Eflâtun Cem Güney: In früherer Zeit. Istanbul 1962.
- Der goldene Schuh
- Die Perlmuttermaid

Pertev Naili Boratav: Türkische Volksmärchen. Akademie-Verlag, Berlin 1970.
- Der Mensch ist undankbar
- Der Papagei
- Der Faulpelz
- Die Lämmer Aysche und Fatma
- Die Zimmermannstochter
- Prinz Hüsnü Yusuf
- Der schwarze Lala
- Tschember-Tiyar (vgl. Amor und Psyche)
- Der Eselskopf
- Die Tochter des Holzfällers
- Mehmet der Räuber
- Sitti Nusret
- Der Blitz-Padischah
- Meister Nazar
- Die sieben Brüder
- Fräulein Nardaniye
- Schwesterlein, Schwesterlein. lieb Schwesterlein
- Knüppel aus dem Sack
- Das Töpfchen
- Der Geduldstein
- Die Ilik-Sultanin
- Ahu Melek (auch Ütelek; vgl. Allerleirauh)
- Ich war ein grünes Blatt
- Der schöne Fischer
- Die Tochter des Basilikumgärtners
- Der Holzschuhmacher und der Padischah
- Dede Gärtner
- Die Goldkugel-Sultanin
- Deli-Güdschük
- Allah ist gnädig, und der Sohn des Padischahs wird mein Mann sein
- Meine Tochter, deren Hand von einem Veilchenblatt verletzt wird
- Das Bad der Reichen
- Wenn ich eine Gans schicke, rupfst du sie dann?
- Tschan-Kuschu, Tschor-Kuschu
- Der faule Mehmet
- Der Bauer und Sultan Mahmut
- Üselek
- Der Polizeiinspektor
- Saliha die Unheilstifterin

Elsa Sophia von Kamphoevener: An Nachtfeuern der Karawan–Serail – Märchen und Geschichten alttürkischer Nomaden. Erzählt von Elsa Sophia von Kamphoevener.
Band 1
- Goldene Äpfel
- Die vierzig Lügen
- Der Kawehdji und der Derwisch
- Liebeslist
- Das Lachen
- Ali der Meisterdieb
- Der Cedernbaum
- Der schöne Fischer und der fliegende Fisch
- Das Kristallserail
- Der Gemahl der Nacht
- Der Schweigende
- Der Rosenbey

Band 2
- Das Bazilikonmädchen
- Die Karawane
- Der geheime Garten
- Das gelbe Vergissmeinnicht
- Der Teppichweber
- Peri und Ifrit
- Die Talismane des Ifrit
- Der Sumur-Anka
- Der goldene Apfel
- Schlangen und Smaragde
- Der grüne Nhous
- Allem-Kallem, das Zauberspiel

Band 3
- Das Gebet des Kadi
- Schabur Schah und Bochara Schah
- Djiharah die Räuberin
- Drei Brüder, drei Ifrits und das Kismet
- Der schwarze Mehmed
- Halimeh
- Iskender
- Die graue Taube
- Der Spiegel der Djinnen
- Kapitän Hikmet
- Soldat Mustafa

Weitere Bücher
Der Kristallpalast. Istanbul 1341.
- Die Geschichte vom Kristallpalast und Diamantschiff
- Der Geduldstein
- Die Geschichte von Sefa und Dschefa
- Die Geschichte vom Smaragd-Phönix

Bahtaver Hanim, Türk Masallari. Istanbul 1931.
- Der Wind-Dev
- Die Taubenjungfrau
- Liebe
- Der verliebte Prinz

Weitere Märchen
- Die goldhaarigen Zwillingskinder
- Ahmeds Glück

## Zypern
Johann Georg von Hahn, Griechische und Albanesische Märchen, Zweiter Teil, Wilhelm Engelmann, Leipzig 1864.
- Der Dreiäugige
- Aschenbrödel (vgl. Aschenputtel)
- Der Vater und die drei Töchter
- Von einem Königssohn und der Tochter eines Kräuterhändlers
- Der König und sein kluger Sohn
- Der Meisterdieb
- Die Schlange (vgl. Die Schöne und das Biest)

Felix Liebrecht, Märchen aus Cypern. In Jahrbuch für romanische und englische Literatur, B I XI. 1869.
- Die Schlange (vgl. Die Schöne und das Biest)
- Der Dreiäugige
- Der Vater und die drei Töchter
- Der König und sein kluger Sohn